# 곽상은
곽상은(1977년 12월 13일 ~ )은 대한민국 SBS의 기자, 앵커이다.

## 학력
- 이화여자대학교 영어영문학과 (95학번)
- 이화여자대학교 대학원 국제경영학과 (00학번)

## 경력
- 2000.12 SBS 기자 공채 10기
- 2001~2002 SBS 사회부 기자
- 2002~2004 SBS 국제부 기자, SBS 8 뉴스 평일 앵커
- 2004 SBS 사회부 기자
- SBS 프랑스 파리 특파원
- 2023~ SBS 부장급 기자

## 진행
- 2002년 4월 1일 ~ 2004년 2월 27일 / 2004년 2월 29일 : SBS 8 뉴스 평일 앵커